# Heinz Rögner
Heinz Rögner (* 16. Januar 1929 in Leipzig; † 10. Dezember 2001 ebenda) war ein deutscher Opern- und Konzertdirigent.

## Leben
Er studierte von 1947 bis 1951 bei Hugo Steurer (Klavier), Egon Bölsche (Dirigieren) und Otto Gutschlicht (Viola). Von 1951 bis 1954 war er Solorepetitor und zweiter Kapellmeister am Deutschen Nationaltheater Weimar. Von 1954 bis 1958 war Rögner Dozent für Dirigieren und Opernschule an der Hochschule für Musik und Theater Felix Mendelssohn Bartholdy in Leipzig. 1958–1962 bekleidete er die Funktion des Chefdirigenten beim Großen Rundfunkorchester Leipzig. 1962 wurde er als Generalmusikdirektor an die Staatsoper Unter den Linden in Berlin berufen. Von 1973 bis 1993 war Heinz Rögner Chefdirigent des Rundfunk-Sinfonieorchesters Berlin. Gastspiele führten ihn in viele europäische Musikzentren sowie nach Japan. Für seine Tätigkeit als Lehrer für Dirigieren an der Hochschule für Musik „Hanns Eisler“ Berlin wurde ihm der Professorentitel verliehen.

## Bedeutung
Heinz Rögner hat den Stil und die hohe Klangkultur des Rundfunk-Sinfonieorchesters Berlin wesentlich geprägt. Er verstand es, diesem Klangkörper im nationalen und internationalen Musikleben einen vorderen Platz zu sichern. Kein Dirigent vor und nach ihm war so lange Zeit Chef des Orchesters. Seine großen Erfahrungen als Pianist und Dirigent wurden hoch geschätzt, und die große Palette seines Repertoires als Opern- und Konzertdirigent befähigten ihn, nahezu alle musikalischen Genres souverän zu beherrschen. Sein Dirigierstil war korrekt, präzise und für die Musiker und Sänger gut verständlich. Rögners Vorliebe galt den Komponisten der Spätromantik, vor allem aber Bruckner, Mahler und Reger. Als Hochschullehrer gab er sein Wissen und sein Können an viele Schüler weiter. In den Jahren zwischen 1980 und 1995 war er häufiger und gern gesehener Gast des Yomiuri-Nippon-Sinfonieorchester, dessen Ehrendirigent er wurde. Heinz Rögner hinterließ eine große Zahl bedeutender Schallplatten- und Rundfunkaufnahmen der Opern- und Konzertliteratur.

## Auszeichnungen
- Nationalpreis der DDR